# 于戈·布朗谢
于戈·布朗谢（Ugo Blanchet，1999年1月5日—），法国男子网球运动员。截至2024年10月，布朗谢在ATP挑战巡回赛有1个单打冠军，在ITF男子世界网球巡回赛有6个单打冠军。

## 职业生涯
2022年2月，布朗谢在与蒂莫·勒古特一起获得2022年13网球公开赛双打正赛外卡后，首次亮相ATP巡回赛并在首轮赢得了巡回赛首胜进入八强。
2023年10月，布朗谢在2023年马拉加网球公开赛中击败马蒂亚·贝卢奇赢得了他的第一个挑战赛冠军。11月，布朗谢在2023年摩泽尔公开赛上与马泰奥·马蒂诺搭档获得正赛外卡后赢得了他第二场ATP比赛胜利。
2024年1月，布朗谢在蒙彼利埃举行的2024年法国南部网球公开赛上作为资格赛选手首次亮相ATP巡回赛单打正赛，但在第一轮输给了格雷瓜尔·巴雷尔。7月，布朗谢在汉堡网球公开赛通过资格赛进入正赛，并在首轮击败了阿列克谢·波佩林赢得了他在ATP巡回赛的单打首胜。